# Carcelia clavipalpis
Carcelia clavipalpis là một loài ruồi trong họ Tachinidae.